# BRDM-1
La BRDM-1 è una autoblindo leggera sovietica dei tardi anni '50, sostituta della blindo BA-64 del periodo della seconda guerra mondiale. Essa ha avuto molta diffusione, per via della sua semplicità e mobilità. Il BRDM-1 è una versione anfibia e modificata del BTR-40, essendo principalmente basata sul telaio e sul motore del camion GAZ-63.
La sua tecnica comprendeva un motore a benzina anteriore, come anche la trasmissione, con 4 ruote motrici e 4 ruotini ausiliari tra le ruote principali, che consentivano di superare una trincea di 1,22m. Il mezzo era anfibio, con un idrogetto posteriore. La struttura blindata, molto inclinata e dal disegno basso, vedeva dietro il motore 2 uomini d'equipaggio, pilota e capocarro, e dietro ancora altri 3 soldati. L'armamento verteva in una sola mitragliatrice da 7,62mm anteriore, con appena 1070 colpi, ma alcuni mezzi furono dotati di un'arma da 7,62 posteriore e di una 12,7 anteriore.
Versioni speciali comprendevano il BRDM-1U comando, quello da ricognizione NBC, e ben 3 modelli anticarro: uno con 3 missili AT-1 Snapper, 1 con 4 missili AT-2 Swatter, e l'ultimo con 6 missili AT-3 Sagger pronti al lancio. Il modello con gli AT-2 non è stato esportato, contrariamente agli altri due che sono stati esportati e usati in operazioni belliche.
Ben presto il BRDM-1 è stato affiancato dalla molto più moderna BRDM-2, e da questa progressivamente sostituito.

## Galleria d'immagini

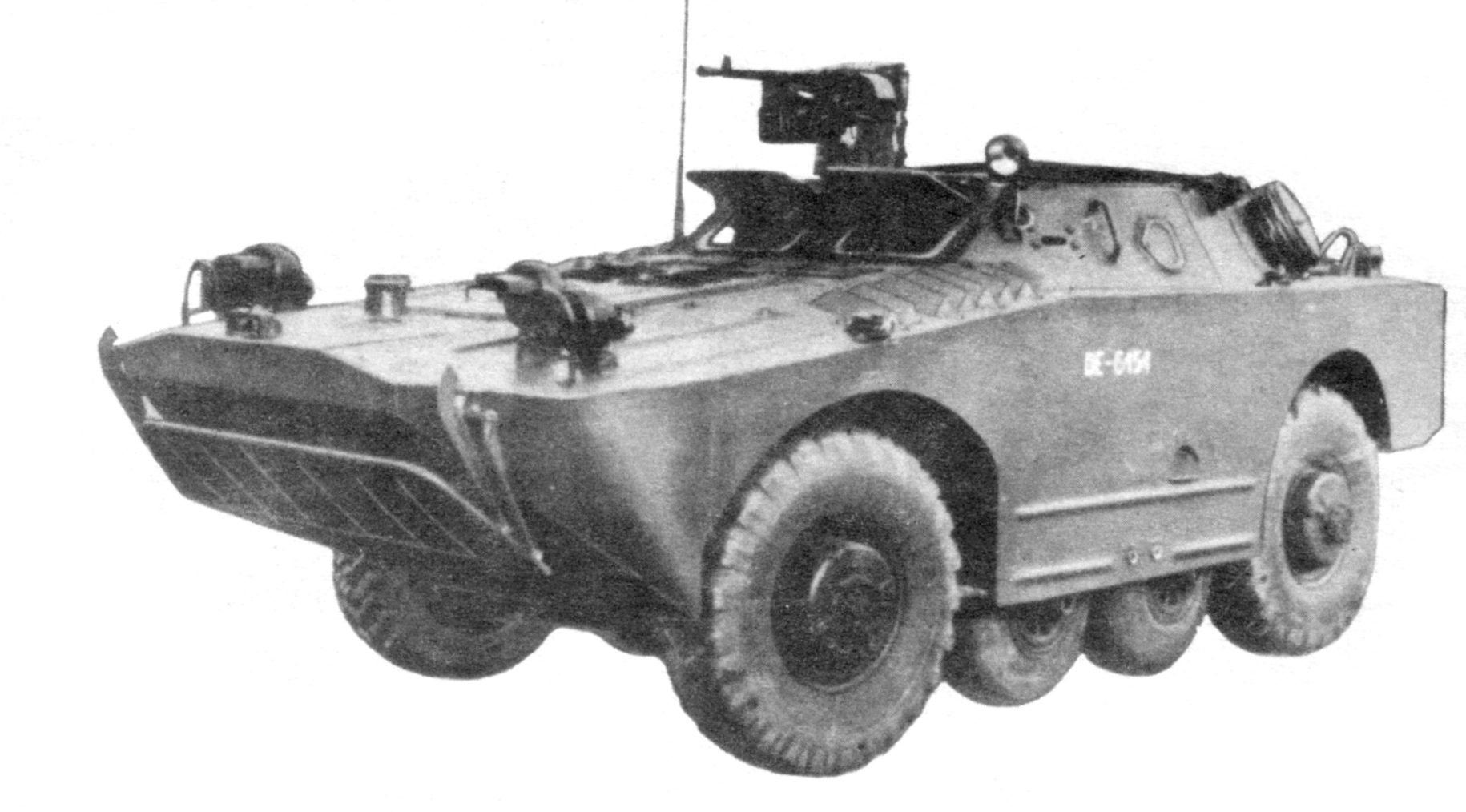
BRDM-1: parte anteriore
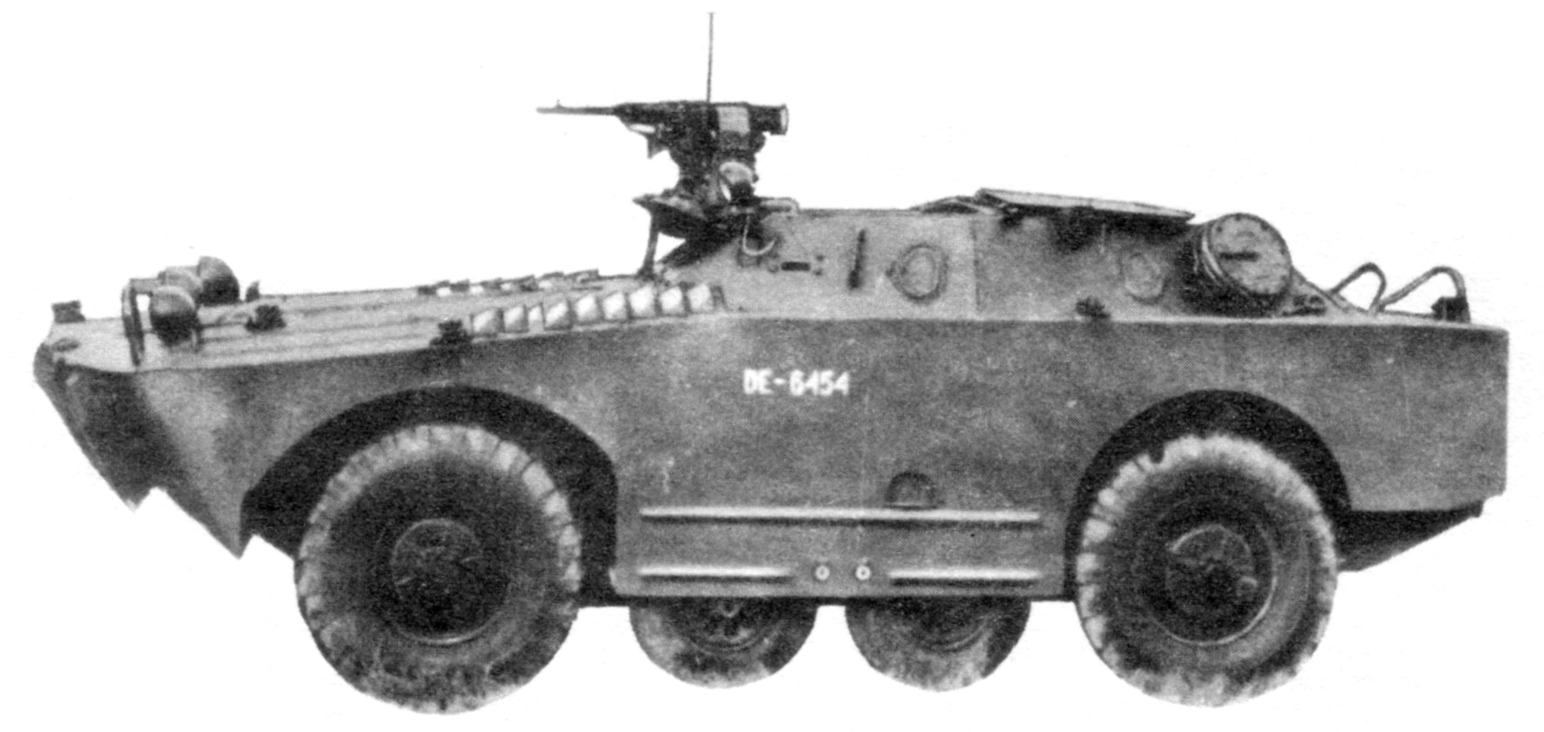
BRDM-1: parte laterale
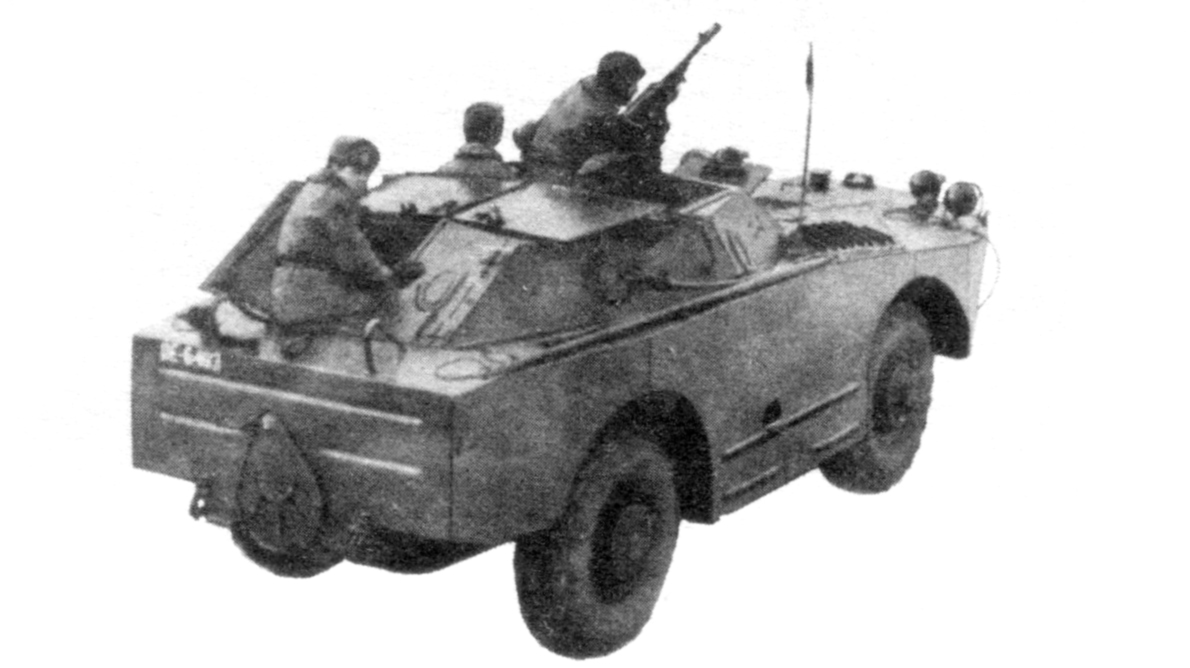
BRDM-1: parte posteriore